# Ohel

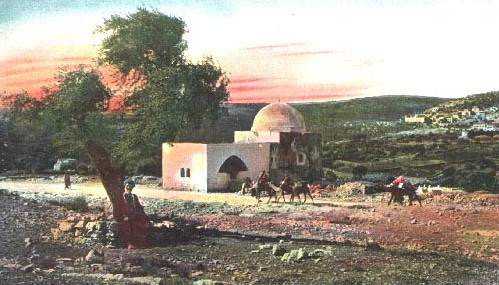
Le tombeau de Rachel, coiffé d'un ohel en forme de dôme, tel qu'il apparaissait vers 1910.

L’ohel (hébreu : אוהל) est à l’origine un habitat temporaire particulièrement adapté à la vie nomade. Elle peut recouvrir des personnes, animaux ou objets, le plus souvent pour les protéger des intempéries. La Bible crédite Jabal fils de Lamekh de l’avoir inventée (Genèse 4:20) et le patriarche Jacob est qualifié d’« homme intègre habitant les tentes » (Genèse 25:27). C’est aussi dans l’ohel moëd (rendu en français par tente d’assignation) qu’est déposée l’arche d’alliance, et le grand-prêtre d’Israël y pénètre une fois par an lors du jour des propritiations pour y rencontrer YHWH afin de demander le pardon pour son peuple. Cependant, l’ohel est aussi le lieu où repose la dépouille d’un mort et l’impureté rituelle s’y transmet (Nombres 19:14-15).
Le Midrash fait des tentes où séjourne Jacob des maisons d’étude et précise qu’il a, contrairement à son frère impie, étudié la Torah dans l’ohel de Shem le fils de Noé (Genèse Rabba 63:10 ; cette interprétation est également tributaire de Genèse 9:27). Les maisons d’étude et de prière sont conséquemment désignées comme ohalei Torah par métonymie, et plusieurs lieux dont un centre culturel et une école laïque ont été appelés Ohel Shem.
La loi juive considère aussi comme ohel toute structure ou objet ayant pour but de recouvrir un mort ou un objet dès le moment où il a été construit par l’homme. Elle peut donc tant désigner une bâche ou des planches que les mausolées recouvrant les tombes des justes et appelés, d’après Psaumes 118:15, ohalei tzaddikim (les ohalim de la dynastie Habad sont particulièrement célèbres). Les lois d’impureté rituelle transmise par un mort à tout ce qui se trouve avec lui sous l’ohel, fait l’objet du traité Ohalot. L’ohel apparaît par ailleurs dans les lois du chabbat et des jours fastes car sa constitution enfreint l’interdiction de construire en ce jour.